# Elaine Showalter
Elaine Showalter (Boston, Massachusetts, 21 de gener de 1941) és una activista, escriptora, periodista, feminista i acadèmica nord-americana; famosa per ser una de les “mares fundadores” de la crítica literària feminista i per desenvolupar el concepte i la pràctica de la Ginocrítica, entre d'altres. Pertany a la denominada Segona ona del feminisme i és contemporània d'autores com Simone de Beauvoir, Betty Friedan, Kate Millet i Germaine Greer, entre d'altres. Entre les seves principals influències es troben autors com Doris Lessing, Michel Foucault i Virginia Woolf.

## Biografia
Elaine Showalter (abans Elaine Cottler) neix a Boston, Massachusetts el 21 de gener de 1941. Estudia una llicenciatura en el Bryn Mawr College en l'estat de Pennsilvània i es gradua el 1962; obté un mestratge atorgat per la Universitat Brandeis en 1964, i un PhD per part de la Universitat de Califòrnia en Davisen 1970 amb una tesi doctoral titulada The Double Standard: Criticism of Women Writers in Victorian Periodicals 1845-1880 (la mateixa que serveix com a base per al seu primer llibre, A literature of their own: British women novelists from Brontë to Lessing. És especialista en literatura victoriana i literatura de Fin de siècle. A partir de 1970 imparteix classes d'anglès com a assistent de professor en el col·legi de dones de la Universitat Rutgers, el Douglass College; el 1974 es converteix en professora associada i el 1978, professora de temps complet. A partir de 1984 fa classes d'anglès a la Universitat de Princeton, i en 1987 és nomenada professora emèrita de la Fundació Avalon en la branca de les humanitats, però es retira de tots dos llocs el 2003. El 2012 rep el doctorat en lletres honoris causa atorgat per la Universitat de Saint Andrews. A més, ha estat presidenta de la Modern Language Association of America. Actualment està casada amb English Showalter, professor de literatura francesa del segle xviii, amb qui té dos fills: l'actor Michael Showalter i la redactora professional de discursos Vinca Showalter LaFleur.
Elaine Showalter és autora de més de 10 llibres, alguns dels quals són considerats obres cabdals de la crítica literària feminista. També ha escrit més de 100 articles acadèmics, 250 ressenyes i ha impartit més de 300 conferències com a professora convidada; a més, ha estat periodista, editora, comentarista punt en radi com a televisió per part de la British Broadcasting Corporation (BBC), crítica televisiva en la revista People, i jutge d'incomptables premis literaris, entre els quals es troben el National Book Awards, el Premi Orange, els Premis PEN i part del jurat del Premi Booker el 2007.

## Principals obres
El primer llibre escrit per Elaine Showalter, A Literature of Their Own: British Women Novelists from Brontë to Lessing, publicat per primera vegada el 1977 (i basat en la seva tesi de doctorat) fa un extens estudi del treball de dues-centes novel·listes angleses des de 1800 fins a l'actualitat; assumint que “Les dones britàniques, en un cert sentit, sempre han viscut en un país diferent dels homes –i han desenvolupat una literatura pròpia–”. En aquest llibre, Showalter fa una anàlisi exhaustiva de caràcter històric-social i literari sobre un sens fi d'obres creades per autores punt famoses com no tan reconegudes, entre les quals es troben les germanes Brontë, Virginia Woolf i Doris Lessing. A més, hi fa una comparació entre la situació d'aquestes i els seus contemporanis masculins. Aquesta anàlisi és el primer del seu tipus, per la qual cosa és considerat com un dels “textos fundacionals de la crítica literària feminista”.
En el llibre The Female malady: Women, Madness, and English Culture, 1830–1980, publicat el 1981, Showalter fa una “història de la psiquiatria i una història cultural de la bogeria com una malaltia de les dones”. Proposa que al segle xix va haver-hi una “feminització” de la bogeria; que les dones es van tornar un dels objectes principals de l'estudi psiquiàtric i al seu torn un dels majors exemples culturals de la bogeria, reflectida principalment en la creença generalitzada de l'existència de la denominada “bogeria femenina” que les dones rebien un tractament psiquiàtric que restringia la seva feminitat i, per tant, era l'origen de la seva desmoralització psicològica, i que en l'actualitat a poc a poc la dona ha anat trencant amb les cadenes associades a la “bogeria femenina”amb prou feines en l'última dècada, amb el sorgiment d'un moviment de teràpia psicològica afí als plantejaments del feminisme.
Showalter edita el llibre The New Feminist Criticism: Essays on Women, Literature, and Theory el 1985, el qual és una compilació d'assajos de diverses autores feministes, i entre aquests es troben dues de la seva autoria: "Toward a Feminist Poetics" i "Feminist Criticism in the Wilderness", (aquest últim traduït com “La crítica feminista en el desert”). En el primer es fa una anàlisi objectiva de la crítica literària feminista; s'esmenta que aquesta “[…] pot ser categoritzada en dos diferents tipus. La primera s'ocupa de la dona com a lectora”, això és, la dona com la receptora de literatura escrita per homes, i la segona categoria s'ocupa de “la dona com a escriptora”, la dona com la creadora de significat a l'interior d'un text i una tradició literària femenina. Aquest és l'origen d'un dels principals plantejaments de l'obra de Showalter, la Ginocrítica, i d'aquí procedeix a analitzar l'evolució de la teoria literària feminista i la seva relació amb altres teories, com són el Marxisme o l'Estructuralisme. El segon assaig continua amb la línia argumentativa del primer, i a part de tornar a explicar el terme Ginocrítica, Showalter analitza la relació que existeix entre l'escriptura de les dones (i en general el feminisme) amb temes relacionats a la Crítica Orgànica (la crítica literària associada a l'anatomia i funcions biològiques del cos humà), la Lingüística, la Psicoanàlisi i els Estudis Culturals.
Sexual Anarchy: Gender at Culture at the Fi de Siecle, publicat el 1990, desenvolupa una història dels sexes, punt de les crisis com dels problemes associats a la batalla per la supremacia sexual i la identitat de gènere a finalitats del segle xix.
Hystories: Hysterical Epidemics and Modern Media, publicat el 1997, fa una anàlisi controvertida de les anomenades “epidèmies de la histèria”, i en usar com a exemple la síndrome de fatiga crònica, la síndrome de la Guerra del Golf, les memòries reprimides de l'abús sexual, el trastorn d'identitat dissociativa, l'abús de rituals satànics i l'abducció alienígena per argumentar que la histèria a poc a poc s'ha anat transformant en aquests, adquirint així un caràcter epidemiològic propagat gràcies als mitjans massius de comunicació. Aquest text ha estat controvertit a causa que Showalter posa en el mateix nivell punt a trastorns de caràcter psiquiàtric com a creences que poden resultar ofensives per a un determinat grup de gent.
Inventing Herself: Claiming a Feminist Intellectual Heritage, publicat en 2001, dibuixa un panorama general de les icones feministes a partir del segle xviii, en la seva gran majoria de nacionalitat britànica i nord-americana. Showalter hi analitza les contribucions crítiques d'intel·lectuals com Mary Wollstonecraft, Charlotte Perkins Gilman i Camille Paglia. Al seu torn, discuteix la manera en la qual dones com Oprah Winfrey i Diana de Gal·les han influït a través dels mitjans massius de comunicació en la percepció de la dona i el feminisme avui dia.
En Teaching Literature, publicat en 2003, Showalter “destil·la la seva experiència com a docent [per així crear un text pedagògic] en el qual es presenten nombroses anècdotes d'antics col·legues i estudiants que manifesten una sèrie d'aproximacions a l'ensenyament en el camp literari” En essència, és una guia per a l'ensenyament de la literatura anglesa per a estudiants de llicenciatura, i abasta diferents estratègies per ensenyar Teoria Literària, preparar un bon temari, i abordar temes Tabú, entre moltes altres.
Faculty Towers: The Academic Novell and Its Discontents, publicat el 2005, fa un estudi de la novel·la acadèmica Angloamericana de 1950 a l'actualitat.
En A Jury of Her Peers: American Women Writers from Anne Bradstreet to Annie Proulx, publicat el 2009, és un llibre que fa evident una tradició literària d'escriptores nord-americanes. Similar al seu primer llibre, Showalter fa una anàlisi de l'obra de més de 250 escriptores, com són Harriet Beecher Stowe, Dorothy Parker, Flannery O’Connor i Toni Morrison, entre d'altres.

## Principals aportacions

### Fases de la literatura escrita per dones
En A literature of their own: British women novelists from Brontë to Lessing, Showalter fa una categorització de la literatura escrita per dones en la tradició literària anglesa a través de la història, i la divideix en tres fases. La primera és la denominada fase Femenina, que comprèn de 1840 a 1880, i es caracteritza per ser “una perllongada fase d'imitació dels models prevalents de la tradició [masculina] dominant, i una internalizació dels seus estàndards associats a l'art i els seus punts de vista en els rols socials”; la segona és denominada fase Feminista, comprèn de 1880 a 1920 i comprèn una “fase de protesta en contra dels estàndards i valors establerts [pels models prevalents de la primera fase], i una defensa dels drets i valors menors, incloent la demanda d'autonomia” i finalment, la denominada fase de la Dona, que va de 1920 als nostres dies (i que a partir de 1960 adquireix una espècie de consciència pròpia), i que es caracteritza per ser “una fase de autodescubrimient, una introspecció lleugerament lliure de la dependència de l'oposició, una cerca d'identitat". Cal notar que aquestes fases o categories no són absolutament rígides, i alguns dels elements característics d'una de les fases poden ser aplicables a una altra.

### Ginocrítica
Showalter esmenta en els assajos "Toward a Feminist Poetics" i "Feminist Criticism in the Wilderness" que un dels principals problemes de la crítica feminista és el fet que aquesta es troba subjecta als valors patriarcals de la societat; al sexisme dels crítics homes, i les limitacions imposades a la dona per part de la societat; la qual cosa entorpeix el posar la teoria feminista en pràctica gràcies a que “no estem aprenent el que les dones han sentit i experimentat, sinó només el que els homes han concebut que les dones haurien de ser”. Davant aquesta problemàtica, Showalter proposa “la construcció d'una infraestructura feminista per a l'anàlisi de la literatura femenina basada en models originals basats en l'estudi de la pròpia experiència femenina en comptes d'adaptar-se als models i teories masculines”, i a aquesta infraestructura la denomina Ginocrítica; la qual no afecta exclusivament a la literatura femenina, sinó pràcticament qualsevol àmbit en el qual la dona es veu involucrada.

## Recepció
Entre els molts reconeixements que ha n rebut els seus altres textos ressalta el Premi Truman Capot a la Crítica Literària atorgat al llibre A Jury of Her Peers: Celebrating American Women Writers from Anne Bradstreet to Annie Proulxen 2012,i mentre que la gran majoria dels textos d'Elaine Showalter han estat àmpliament reconeguts i aplaudits, el llibre Hystories: Hysterical Epidemics and Modern Mitjana ha estat àmpliament criticat per un sens fi de persones, al grau al que escassos mesos després de la seva publicació, Showalter va rebre amenaces per correu i en una signatura d'autògrafs a Washington, D. de C. va ser obligada a retirar-se a causa dels disturbis ocasionats per gent en desacord amb les seves idees.

## Obra de l'autora
- SHOWALTER, Elaine. (1984) A Literature of Their Own: British Women Novelists from Brontë to Lessing. Nova York: Virago Press.
- SHOWALTER, Elaine. (1981) The Female Malady: Women, Madness, and English Culture, 1830–1980. Nova York: Virago Press
- SHOWALTER, Elaine. (1985) "Toward a Feminist Poetics." The New Feminist Criticism. Ed. Elaine Showalter. Nova York: Virago Press. pàg. 125-143.
- SHOWALTER, Elaine. (1985) "Feminist Criticism in the Wilderness." The New Feminist Criticism. Ed. Elaine Showalter. Nova York: Virago Press, pàg. 243-270.
- SHOWALTER, Elaine. (1990) Sexual Anarchy: Gender at Culture at the Fi de Siecle. Nova York: Penguin Group Incorporated.
- SHOWALTER, Elaine. (1997) Hystories: Hysterical Epidemics and Modern Mitjana. Nova York: Columbia University Press.
- SHOWALTER, Elaine. (2001) Inventing Herself: Claiming a Feminist Intellectual Heritage. New York: Scribner.
- SHOWALTER, Elaine. (2003) Teaching Literature. Oxford: Blackwell.
- SHOWALTER, Elaine. (2005) Faculty Towers: The Academic Novell and Its Discontents. Pennsylvania: University of Pennsylvania.
- SHOWALTER, Elaine. (2009) A Jury of Her Peers: Celebrating American Women Writers from Anne Bradstreet to Annie Proulx. Nova York: Knopf Doubleday Publishing Group.

### Traduccions a l'espanyol
- Elaine Showalter, "La crítica feminista en el desert" en FE, Marina (coordinadora) (1999) Otramente: lectura i escriptura feministes. Mèxic, Programa Universitari d'Estudis de Gènere/ Fons de Cultura Econòmica.
- Elaine Showalter, "La crítica feminista en el desert" en NARA, Araujo i Teresa Delgado, (2003) Textos de teories i crítica literàries. Del formalisme als estudis postcoloniales, Mèxic, Universitat de l'Havana / UAM, pàg. 559-638
- SHOWALTER, Elaine, (2002) Dones Rebels: una reivindicació de l'Herència Intel·lectual Feminista. Madrid, Espasa-Calp.

Article parcialment traduït a partir de l'article en la Wikipedia en anglès.